# BRAVIA

Logo des Markennamens BRAVIA

BRAVIA ist ein Markenname für die Fernsehgeräte von Sony und steht als Backronym für „Best Resolution Audio Visual Integrated Architecture“.

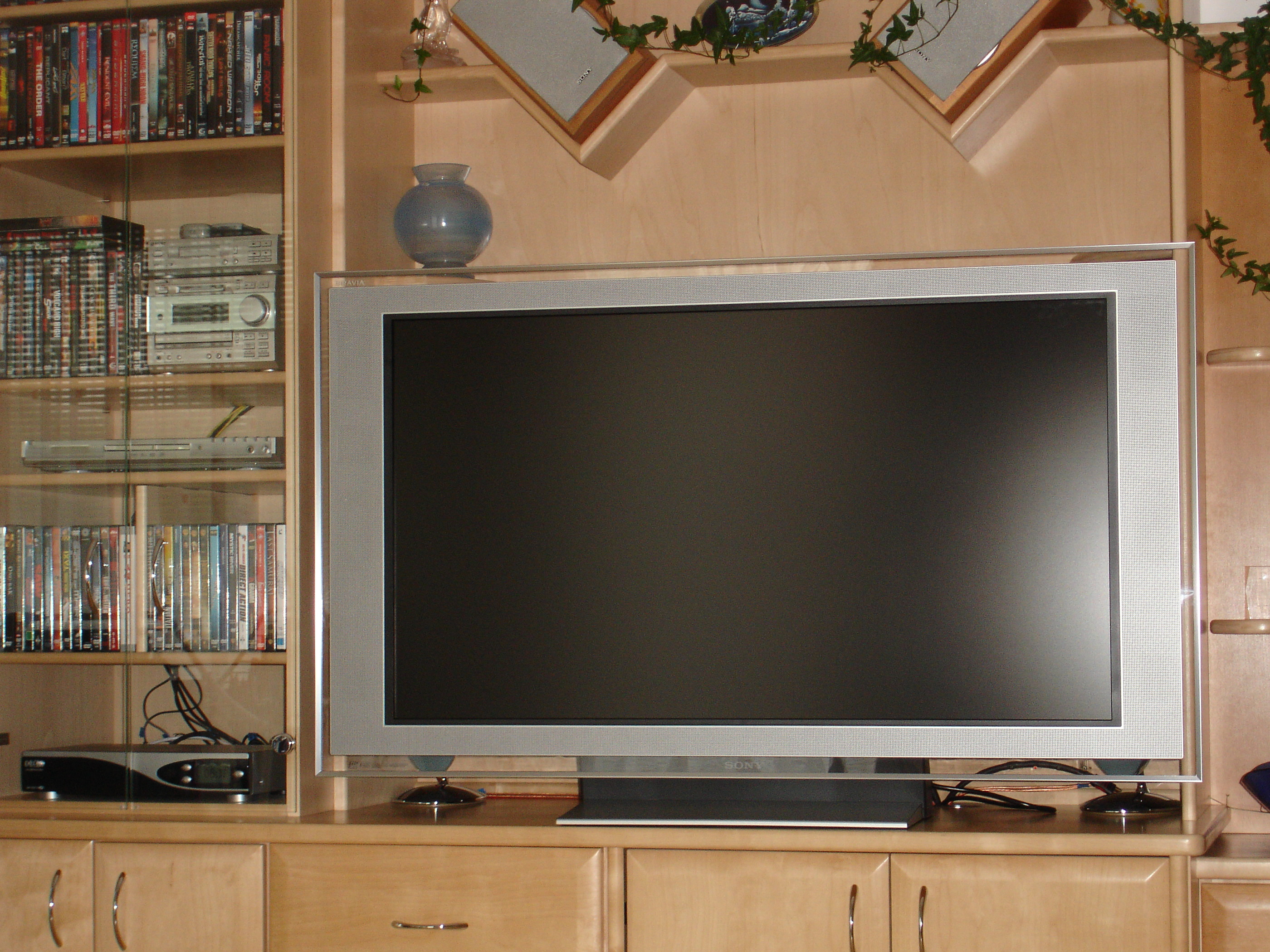
Sony KDL 46x2000 BRAVIA LC-Flachbildschirm, Aufnahme 2006

Zu den Produkteigenentwicklungen unter der Bezeichnung BRAVIA gehören seit 1995 vorrangig LC-Flachbildfernseher mit der Fernsehnorm High Definition Television (HDTV) und Projektoren. Die Marke ersetzte die seit 1997 auf dem Markt befindliche WEGA-Reihe.

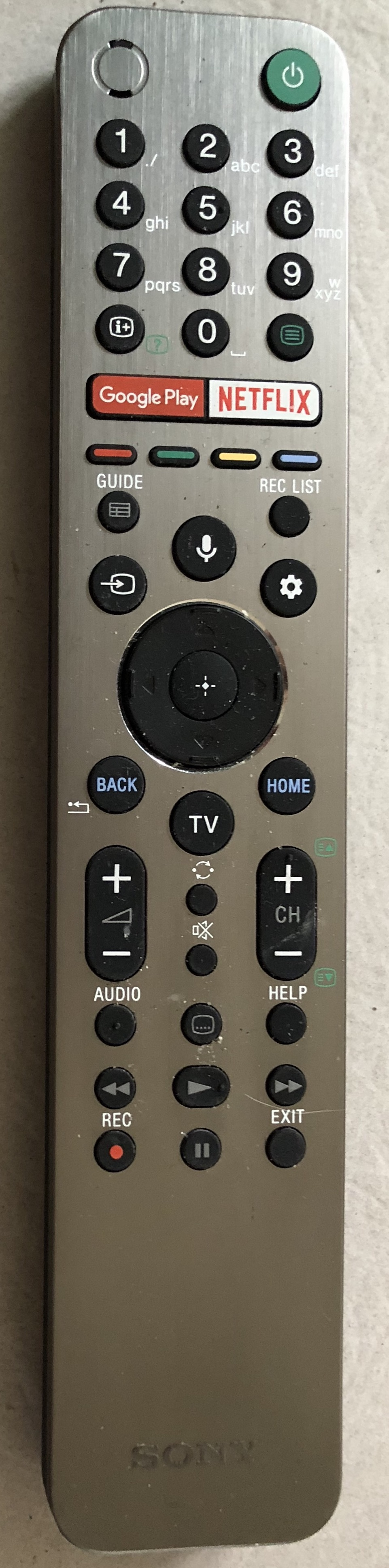
Bravia Fernbedienung AG9, Infrarot, Bluetooth, Sprachsteuerung; Aluminiumdesign, 2019

2008 wurde auf der Internationalen Funkausstellung Berlin (IFA) die 200-Hertz-Technologie vorgestellt und setzte dabei neue Maßstäbe in der Bewegtbild-Darstellung auf LC-Fernsehern. Einige BRAVIA-Modelle verfügen zudem mit der BRAVIA-Theatre-Sync-Funktion über eine Consumer-Electronics-Control-Schnittstelle, in der das komplette Home-Entertainment-System mit einer Fernbedienung gesteuert werden kann. Seit 2011 gehören auch Smart-TV-Eigenschaften (u. a. Hybrid Broadcast Broadband TV) und DLNA-Fähigkeit und Internetanschluss (LAN/WLAN) sowie USB-HDD-Recording zum Modellangebot. Als grafische Benutzeroberfläche wird die XrossMediaBar (XMB) verwendet.
Die BRAVIA-Fernseher und ihre Komponenten werden in den Sony-Werken in Japan, in Mexicali in Mexiko und in Nitra in der Slowakei für die jeweiligen Marktregionen gefertigt und bestehen auch aus importierten Bauteilen aus Brasilien, Spanien, der Volksrepublik China und Malaysia.
Im Geschäftsjahr 2007 wurden weltweit rund zwei Millionen BRAVIA-Fernseher produziert.

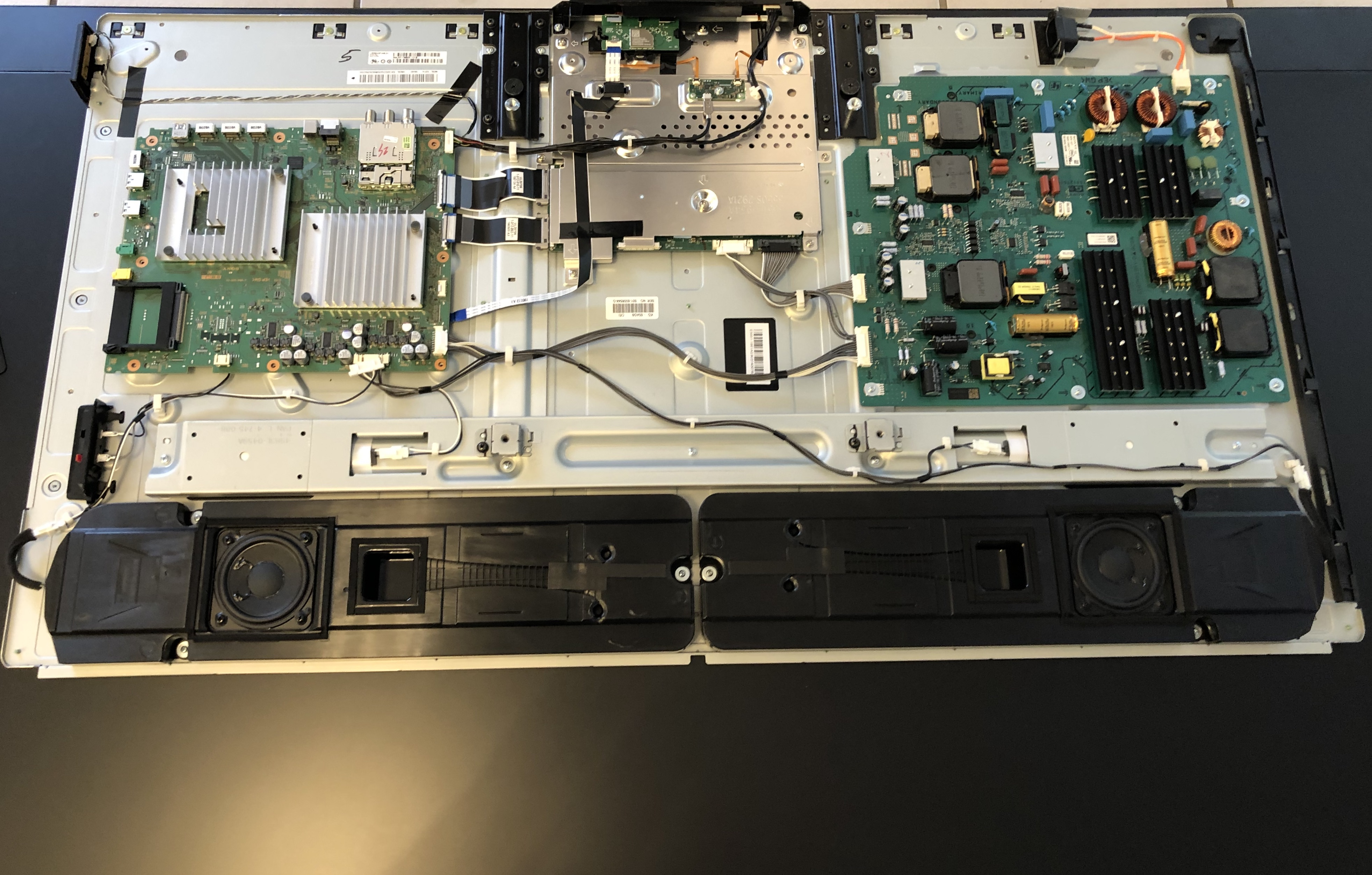
Innenleben des SONY Bravia KD 65AG9; 4K, OLED, 65 Zoll, Herstellung: Juli 2019

Seit 2017 führt Sony OLED-Fernseher unter der Marke BRAVIA ein. Im Januar 2017 wurde der A1E mit einem X1 Extreme Prozessor vorgestellt. Der AF8 mit 4K wurde an der CES 2018 vorgestellt. Auf der IFA 2018 wurde der AF9 vorgestellt.
2019 folgte das Modell AG9 mit einem gegenüber dem AF9 verbesserten Acoustic Surface Audio, das neuerdings Dolby Atmos unterstützt. Der AG9 ist nur noch 5 cm dick – gegenüber dem AF9, der noch doppelt so dick war. Er ist in 139 cm (55"), 164 cm (65") und 195 cm (77") erhältlich.
Mit dem ZG9, welcher an der CES 2019 vorgestellt wurde, führt Sony zum ersten Mal einen 8K-Fernseher ein. Dieser ist in 85 Zoll (215 cm) und 98 Zoll (248 cm) im Handel erhältlich.